# Chionochloa
Chionochloa  Zotov é um género botânico pertencente à família Poaceae, subfamília Danthonioideae, tribo Danthonieae.
São nativas da Australásia.

## Espécies
- Chionochloa acicularis Zotov
- Chionochloa antarctica (Hook. f.) Zotov
- Chionochloa archboldii (Hitchc.) Conert
- Chionochloa australis (Buchanan) Zotov
- Chionochloa beddiei Zotov
- Chionochloa bromoides (Hook. f.) Zotov
- Chionochloa cheesemanii (Hack. ex Cheeseman) Zotov
- Chionochloa conspicua (G. Forst.) Zotov
- Chionochloa defracta Connor
- Chionochloa elata (Petrie) Connor
- Chionochloa flavescens Zotov
- Chionochloa flavicans Zotov
- Chionochloa frigida (Vickery) Conert
- Chionochloa howensis S.W.L. Jacobs
- Chionochloa juncea Zotov
- Chionochloa lanea Connor
- Chionochloa macra Zotov
- Chionochloa oreophila (Petrie) Zotov
- Chionochloa ovata (Buchanan) Zotov
- Chionochloa pallens Zotov
- Chionochloa pallida (R. Br.) S.W.L. Jacobs
- Chionochloa pungens (Cheeseman) Zotov
- Chionochloa rigida (Raoul) Zotov
- Chionochloa rubra Zotov
- Chionochloa spiralis Zotov
- Chionochloa teretifolia (Petrie) Zotov
- Chionochloa vireta Connor